# カフェ・コン・レチェ
カフェ・コン・レチェ（スペイン語: café con leche、"ミルク入りのコーヒー"の意味）はスペインのコーヒー飲料。スペインと隣り合うフランスのカフェ・オ・レよりもイタリアのカフェ・ラッテ（若しくはアングロ圏のラッテ）に類似し、カフェ・コン・レチェは濃いめのコーヒー（大抵はエスプレッソ）と温めた牛乳をおおよそ1:1の比率で混ぜて作る。 好みによって砂糖などの甘味料を混ぜる。
カフェ・コン・レチェは、スペインや多くのラテンアメリカ諸国、フィリピンや世界中のコミュニティで日常的に飲用されている。例えば、キューバ系住民が多く居住するフロリダ州のタンパやマイアミでは、地元の朝食の定番となっている。

## 脚註
1. ↑  CityTimes: The world & a cup of coffee